# Rempart de la Vierge (Namur)
Le Rempart-de-la-Vierge est une courte voie urbaine de circulation dans la ville de Namur, en Belgique. Descendant de la rue de Bruxelles vers la Sambre, elle est bordée sur toute sa longueur (côté occidental) par le parc Louise-Marie, et par plusieurs bâtiments de l’université de Namur sur son côté oriental. Sur ce côté-là se trouve également la chapelle Notre-Dame-du-Rempart.  

## Histoire
Après la bataille de Waterloo, le 20 juin 1815, un sérieux accrochage armé eut lieu entre l’arrière garde du maréchal Grouchy et les troupes prussiennes. Cela se passa sous les remparts de la ville de Namur, près de l’ancienne porte de Bruxelles (disparue), là où se trouve le parc Louise-Marie. Les murs furent criblés de balles et endommagés par des boulets, mais la statue de Notre-Dame fut épargnée. Ce fut perçu comme signe du ciel. Grâce à la Vierge-Marie, la ville de Namur fut épargnée du pillage. Une dévotion de développa avec célébration chaque année, le 20 juin, d’une messe ou salut d’action de grâce.  
En 1860, l’enceinte fortifiée de Namur (construction des Hollandais) est démantelée. L’espace créé permit la création d’un boulevard circulaire auquel on donnera, en 1868, le nom de Boulevard Frère-Orban. En 1865, la chapelle de Notre-Dame, qui datait de 1806, est également démolie et, à partir de 1867, un nouvel édifice est construit, plus bas et plus grand, pour recevoir la statue de Notre-Dame. C’est la chapelle actuelle dite : Notre-Dame-du-Rempart. La cérémonie de transfert à la nouvelle chapelle a lieu le 13 septembre 1868. 
La dévotion à Notre-Dame ne se dément pas, et en 1904, l’année du grand congrès marial de Namur, il est décidé par le conseil municipal de la ville de baptiser la section du boulevard Frère-Orban allant de la rue de Bruxelles à la Sambre : Rempart de la Vierge.

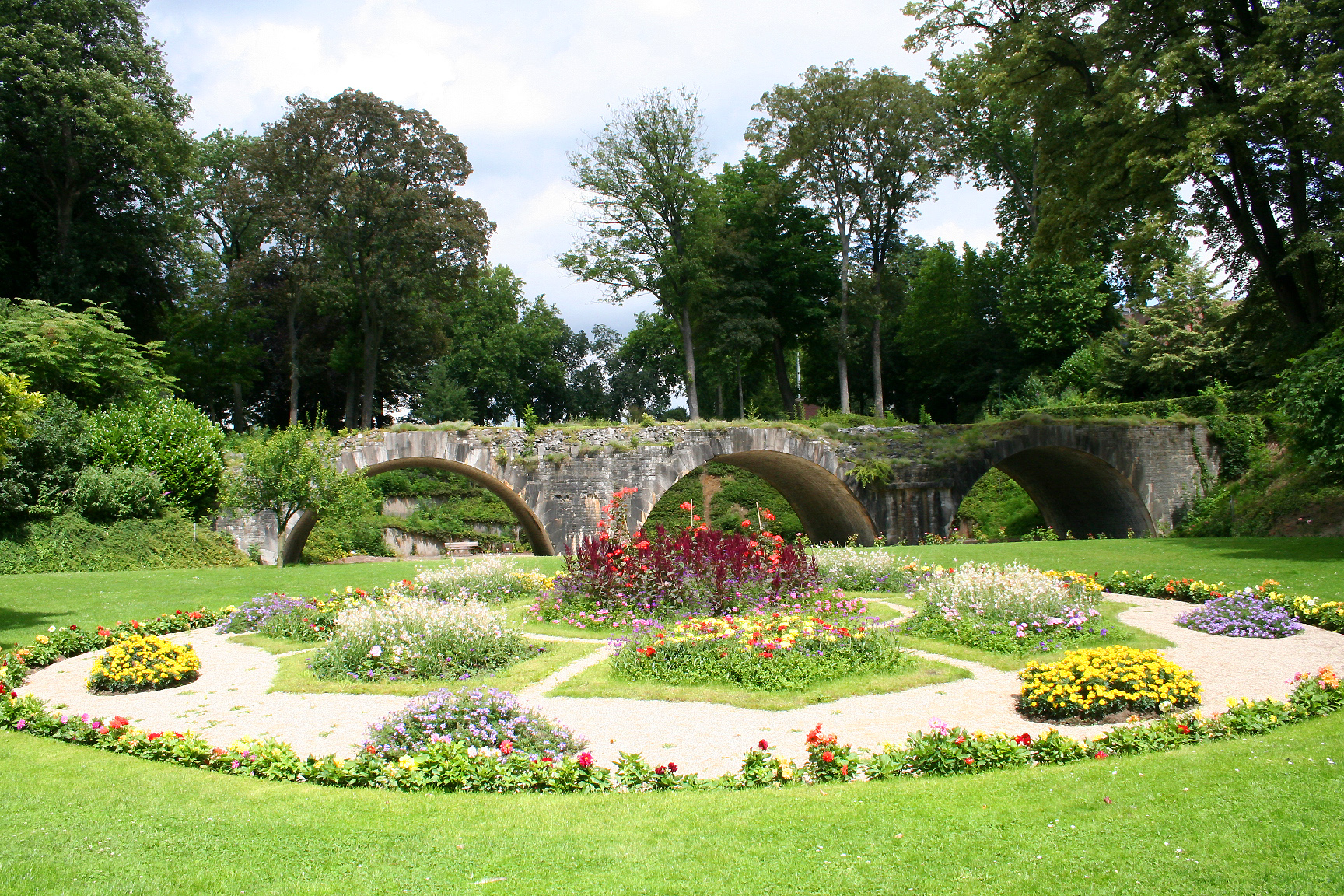
Les vestiges du pont conduisant à la porte de Bruxelles disparue

## Description
Le Rempart de la Vierge est bordé sur tout son côté occidental par le parc Louise-Marie, formé sur le comblement des douves de l’ancien rempart. Il s’y trouve encore des vestiges du pont qui conduisait à la porte de Bruxelles, aujourd’hui disparue. Le côté oriental du Rempart de la Vierge est bordé de bâtiments universitaires, dont les facultés de Droit et d’Économie de l’université de Namur. C’est là que se trouve, aux deux-tiers de la descente vers la Sambre, la chapelle Notre-Dame-du-Rempart, toujours très fréquentée par les fidèles.        